# Lycodes jugoricus
Se encuentra
Lycodes jugoricus es una especie de pez de la familia de los Zoarcidae en el orden de los perciformes.

## Morfología
Los machos pueden llegar a alcanzar los 21,1 cm de longitud total.

## Alimentación
Come isópodos, bivalvo y poliquetos

## Hábitat
Es un pez de mar y de Clima templado y demersal que vive entre 9-90 m de profundidad.

## Distribución geográfica
Se encuentra en los Estados Unidos (incluyendo Alaska), el Canadá y Rusia.

## Costumbres
Es bentónico.

## Observaciones
Es inofensivo para los humanos. 